# Sourdine

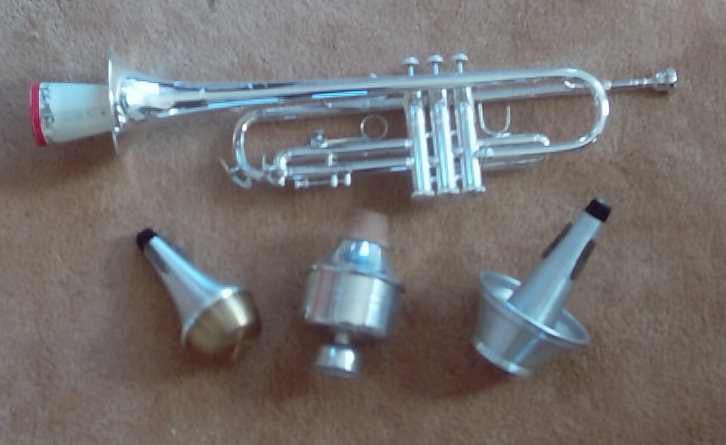
Sourdines pour trompette

Une sourdine est un accessoire musical qui sert à changer le timbre et/ou la puissance sonore d'un instrument de musique.
L'utilisation d'une sourdine est indiquée sur une partition par la mention con sordina. La mention senza sordina indique qu'il faut jouer sans sourdine. Bien que toujours très utilisées, ces expressions sont souvent remplacées dans les nouvelles éditions par des expressions en anglais, comme with mute, ou without mute (pour les cuivres, parfois: open), qui signifient respectivement de jouer avec ou sans sourdine, voire avec une précision quant au type de sourdine à utiliser.

## Les sourdines pour cuivres
Une grande variété de sourdines est disponible pour les instruments à vent de la famille des cuivres. Elles se fixent dans le pavillon de l'instrument ou bien se tiennent à la main contre le pavillon.
- La sourdine sèche est la plus courante, et c'est celle qui sera utilisée par défaut lorsque le type n'est pas précisé sur la partition. Le son est atténué et légèrement plus acide que l'original sans la sourdine.

- La sourdine wah-wah s'adapte hermétiquement au pavillon et est percée d'un trou central dans lequel coulisse un petit tube cylindrique terminé par un pavillon. Le son change suivant la position du tube. En agissant sur l'ouverture du tube avec la main pendant le jeu, on obtient l'effet wah-wah.

- La sourdine harmon correspond à la sourdine wah-wah dont on a complètement enlevé le tube. On obtient alors un son très fermé et très atténué.

- La sourdine bol possède un bol qui s'adapte au pavillon et étouffe le son.

- La sourdine plunger ou sourdine chapeau est à l'origine la ventouse d'un débouche-évier en caoutchouc. On la déplace en jouant pour alterner les sons ouverts (notés « o » sur la partition) et bouchés (notés « + » sur la partition).

- La sourdine bucket ou sourdine velvet permet d'atténuer la brillance du son et est souvent utilisée pour obtenir un son de bugle avec une trompette.

- La sourdine « muette » ou sourdine d'appartement est une sourdine qui modifie le son comme une sourdine sèche, mais l'atténue très fortement (niveau sonore inférieur à la parole humaine). Elle permet de jouer des cuivres, instruments très bruyants, sans déranger le voisinage. En contrepartie, le jeu est désagréable car l'air est retenu par la sourdine. A utiliser s'il n'y a pas d'autre solution.

La société Yamaha commercialise également sous le nom de silent brass une ligne de sourdines pour cuivres incorporant un microphone. La sourdine est conçue pour minimiser le volume sonore entendu de l'extérieur (et donc les nuisances pour le voisinage). Une mini-table de mixage permet de raccorder plusieurs instruments, et de rajouter de la réverbération afin de compenser la « sécheresse » du son capté dans le pavillon.

## Les sourdines pour cordes frottées
La sourdine se place sur le chevalet. Son action consiste à restreindre la transmission des vibrations des cordes au chevalet et donc à la caisse de résonance via l'âme. Le but premier de la sourdine est de réduire l'intensité sonore du violon, mais ce n'est pas son seul effet. La sourdine permet aussi de modifier le timbre de l'instrument.
Les sourdines en bois et en certains alliages métalliques ne font que rajouter de la masse, tandis que celles en caoutchouc (ou en certains élastomères bien particuliers) et en plomb cumulent cet effet avec le fait d'absorber les vibrations, étant employés habituellement dans le domaine de l'isolation acoustique.

Il existe deux catégories de sourdines : les sourdines d'orchestre et les sourdines d'appartement. 

Les sourdines d'orchestre (petites sourdines en caoutchouc ou en ébène) utilisées à l'orchestre donnent un timbre plus doux et feutré. 

Les sourdines d'appartement (sourdines peigne en caoutchouc ou en plomb) ont pour but de réduire l'intensité sonore au maximum pour ne pas déranger les voisins du fait de leur volume plus important couvrant une plus grande proportion du chevalet et des propriétés acoustiques des matériaux en question.

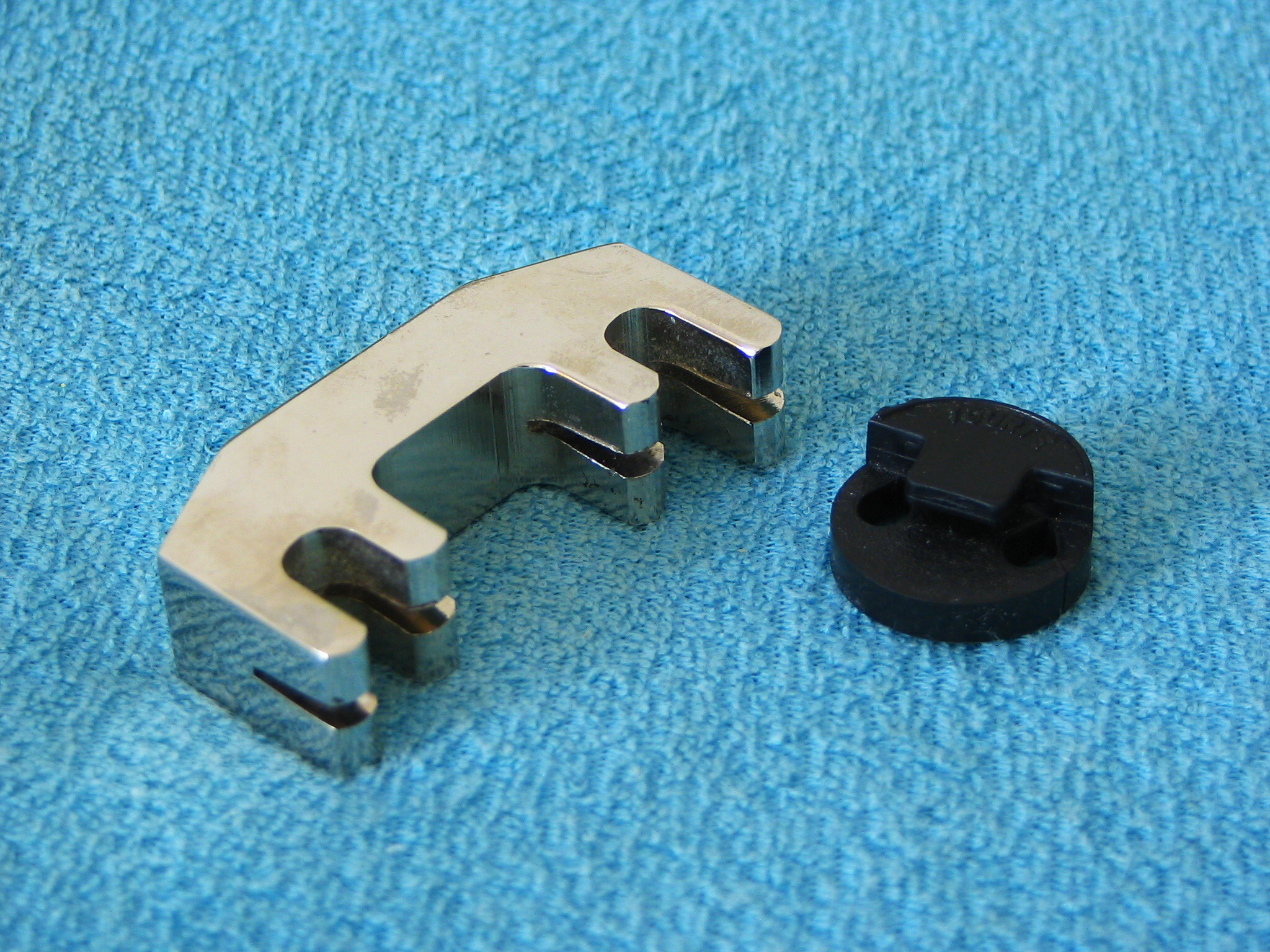
Sourdine pour violon
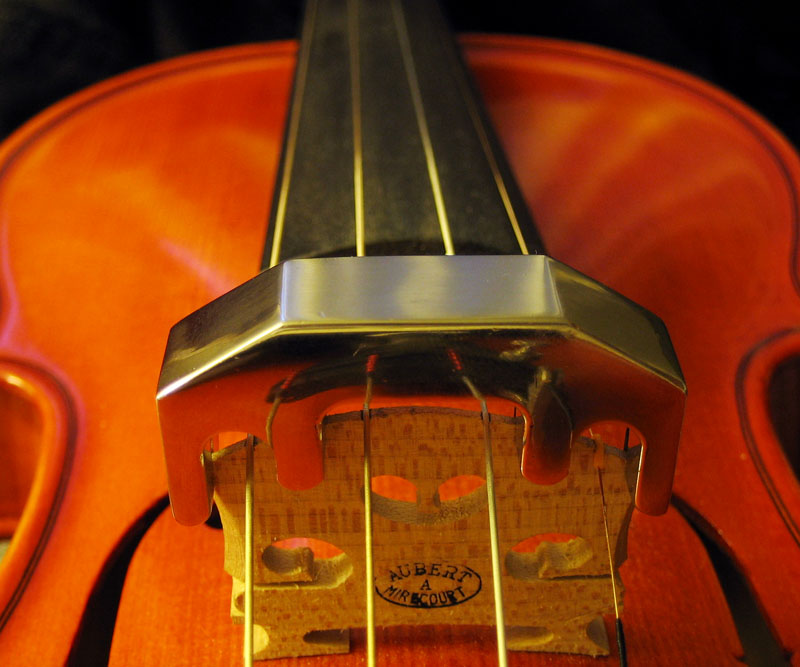
Sourdine métallique pour violon
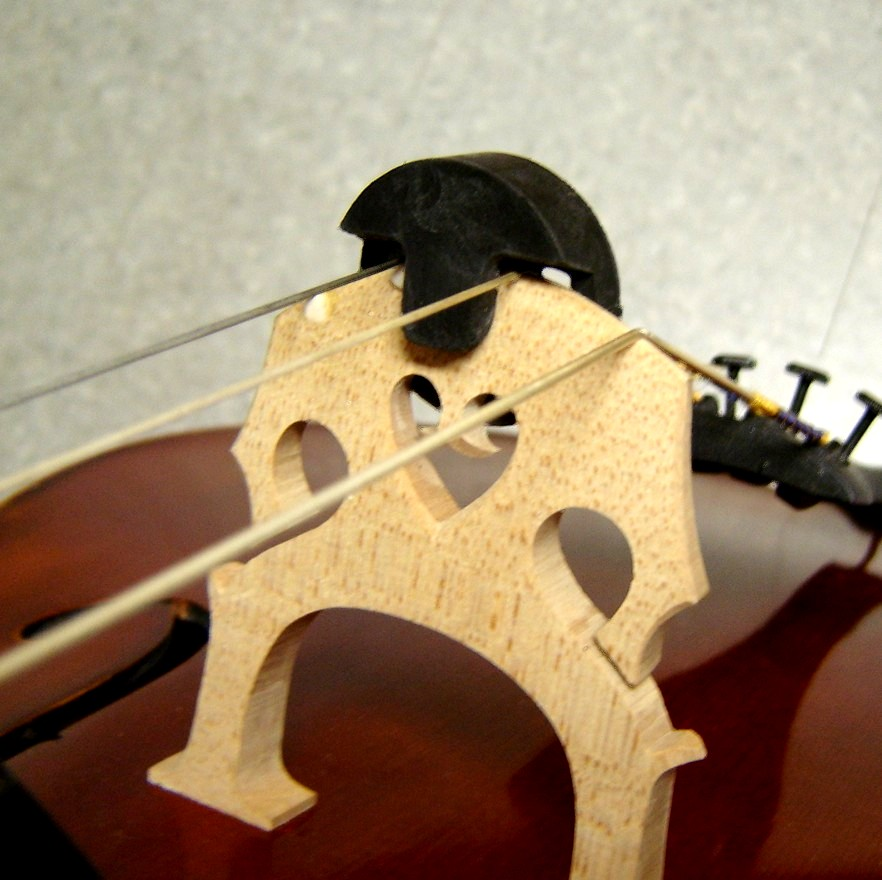
Sourdine pour violoncelle

## Les sourdines pour pianos

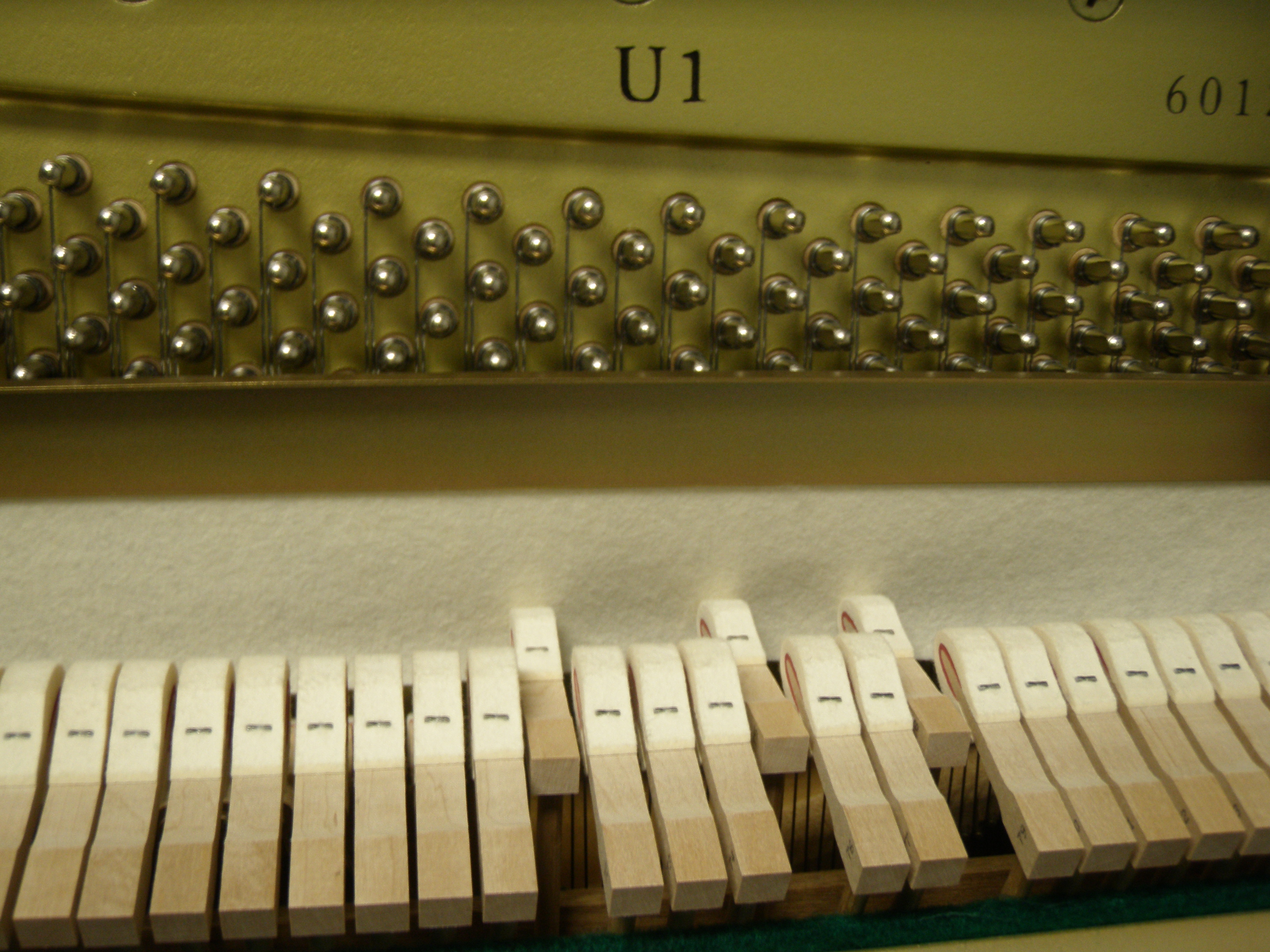
Sourdine de piano descendue.

Dans les pianos droits, une bande de feutre peut être intercalée entre les marteaux et les cordes, amortissant leur impact et atténuant ainsi le niveau sonore. Elle est actionnée soit par la pédale centrale du piano, soit, parfois, par une tirette placée sous, ou sur, le clavier. Cette possibilité technique d'étouffoir, rarement employée en concert, est surtout utilisée dans un cadre familial ou de bon voisinage pour ne pas gêner l'entourage lors des apprentissages et des entraînements quotidiens.